# Friedrich-Karl Bassier
Friedrich-Karl Bassier (* vor 1952; † 11. April 1996) war ein deutscher Bergwerksdirektor.

## Leben
1952 wurde Friedrich-Karl Bassier an der Technischen Hochschule Aachen zum Dr. Ing. promoviert. Er war Bergwerksdirektor der Bergbau AG Niederrhein und 1969 nach Verkauf der Familie Thyssen-Bornemisza, Direktor der Ruhrkohle AG. Bassier war langjähriger Leiter der Zeche Walsum, einem Steinkohle-Bergwerk und Großschachtanlage mit Kraftwerk mit über 3000 Mitarbeitern auf dem Gebiet der Stadt Duisburg in Duisburg-Walsum. Dabei führte er die Vollmechanisierung der Grubenbaue ein.
Bassier veröffentlichte zahlreiche Arbeiten über das Bergbauwesen. Er hielt mehrere Patente.
1966 wurde er von Kardinal-Großmeister Eugène Kardinal Tisserant zum Ritter des Ritterordens vom Heiligen Grab zu Jerusalem ernannt und am 3. Dezember 1966 im Augsburger Dom durch Lorenz Kardinal Jaeger, Großprior der deutschen Statthalterei, investiert. Er war zuletzt Komtur des Ordens.

## Ehrungen
- Ritterschlag zum Ritter Ritter vom Heiligen Grab (1966)
- Heinrich-Brauns-Preis für sein Engagement um die katholische Soziallehre (1986)

## Schriften
- Kritische Betrachtungen zur Theorie der nassen Setzarbeit und experimentelle Untersuchungen zum Studium der Bewegungsvorgänge in Naßsetzmaschinen, Dissertation 1952
- mit Rolf Sander: Fortschritte bei der Gewinnungstechnik im Steinkohlenbergbau der Jahre 1970/77. In: Glückauf. die Fachzeitschrift für Rohstoff, Bergbau und Energie. Jahrgang 114. Essen 1978, S. 375–380.
- mit Rolf Sander: Besondere Probleme der Strebtechnik aus der Sicht des Fachausschusses Gewinnung und Versatz. In: Glückauf. die Fachzeitschrift für Rohstoff, Bergbau und Energie. Jahrgang 114. Essen 1978, S. 468–472.
- Die Dienststellung des PS-Direktors bei der Ruhrkohle AG. In: Glückauf. die Fachzeitschrift für Rohstoff, Bergbau und Energie. Jahrgang 120, Nr. 7. Glückauf, 1984, ISSN 0017-1379, ZDB-ID 217033-4, S. 426–432.
- Walsum. Die Geschichte eines Bergwerkes: zusammengestellt aus Anlaß der 50jährigen Wiederkehr der Aufnahme der Kohlenförderung 1939. Walsum Bergwerksgesellschaft 1989, zusammen mit Egon Kallrath